# Luis Miño
Luis Alcides Miño (Ñemby, Paraguay; 8 de enero de 1989) es un futbolista paraguayo. Juega de volante central en Club Fulgencio Yegros de la Primera División C.

## Trayectoria
Miño, comenzó su carrera futbolística en la Escuela de Fútbol de Guaraní hasta el año 2000 pero después lo dejó hasta el 2005. Luego probo suerte en las inferiores del Club Olimpia donde no quedó pero si quedó en el Independiente de Campo Grande durante 7 años. En el año 2009 debuta oficialmente en la División Intermedia para luego campeonar del mismo torneo. En 2013, es contratado por el Club Sportivo Luqueño

## Selección nacional
Disputó un encuentro con la Selección de Paraguay el 11 de octubre de 2013 ante Venezuela por clasificatorias.

## Clubes
| Club                  | País     | Año           |
| --------------------- | -------- | ------------- |
| Independiente C.G.    | Paraguay | 2005-2012     |
| Sportivo Luqueño      | Paraguay | 2013-2015     |
| Nacional              | Paraguay | 2016          |
| Jaguares de Chiapas   | México   | 2017          |
| Nacional              | Paraguay | 2017-2018     |
| Sportivo Luqueño      | Paraguay | 2019          |
| Guaireña              | Paraguay | 2020          |
| General Diaz          | Paraguay | 2020          |
| Sportivo Iteno        | Paraguay | 2021          |
| Club Fulgencio Yegros | Paraguay | 2022-presente |